# Casa Castellví (Riba-roja d'Ebre)
La Casa Castellví és una obra de Riba-roja d'Ebre (Ribera d'Ebre) inclosa a l'Inventari del Patrimoni Arquitectònic de Catalunya.

## Descripció
Situat entre el carrer del Sol i la plaça de l'Església. Edifici cantoner de dues crugies que consta de planta baixa, dos pisos i golfes i coberta a tres vessants. En un extrem del frontis hi ha el portal, d'arc escarser adovellat amb inscripció a la clau d'"AÑO 1855", amb rosetes gravades al voltant, emmarcat dins una orla lobulada. La resta d'obertures són d'arc pla arrebossat, la majoria de factura moderna, excepte a les golfes, on són d'arc rebaixat. El ràfec està acabat amb una imbricació de rajols i teules ceràmiques. L'acabat exterior és arrebossat i pintat, amb la cantonada definida amb carreus fins a l'altura del primer pis.